# Josefa Portocarrero y Jiménez de Urrea
Josefa Portocarrero y Jiménez de Urrea (Madrid, 16 de gener de 1681 - Lima, 21 de novembre de 1743) va ser una noble i religiosa dominica castellana establerta a Lima, on va ser fundadora del convent de Santa Rosa de las Monjas de monges dominiques. Va ser coneguda pel nom religiós de Josefa de Santa Rosa.

## Primers anys
Va néixer el 16 de gener de 1681 a Madrid, a la casa familiar dels Portocarrero del carrer de Las Rejas. Batejada a la parròquia de San Martín, va ser filla de Melchor Portocarrero y Lasso de la Vega, comanador de Zarza de l'orde d'Alcántara, comte de la Monclova i membre del consell de Guerra i gentilhome de Cambra de Carles II, i d'Antonia Jiménez de Urrea y Clavero.
Sent molt nena, el seu pare va ser nomenat virrei de la Nova Espanya (1686-1689) i del Perú (1689-1705). Per aquesta raó, es va traslladar primer a Mèxic. Acabat aquest primer mandat, la família va sortir d'Acapulco l'11 de maig de 1689 i van arribar a Lima el 10 o 15 d'agost. Allà Josefa es va criar sota la direcció dels seus pares i amb els professors més distingits de la ciutat.

## Vocació religiosa
S'atribueix la seva vocació religiosa al seu mestre espiritual, el jesuïta Alonso Messía Bedoya. A la mort del seu pare el 22 de setembre de 1705, Josefa va decidir dedicar-se a la vida monàstica i fundar un monestir per a monges dominiques sota l'advocació de Santa Rosa, desig que va comunicar a la seva mare i al seu germà Antonio. Tanmateix, va comptar amb l'oposició ferma de la seva mare i els seus germans, perquè pensaven retornar-la a Espanya per casar-la. Van intentar posar tota mena d'impediments, fins i tot la seva mare va prometre fundar un monestir a la península.
Finalment, Portocarrero va decidir fugir del palau virreinal la nit del 9 d'octubre de 1706. El pare Messía la va conduir i refugiar al convent de Santa Catalina de Sena, on va romandre durant tres anys, fins a 1709. Durant aquest període va prendre el vel de religosa el 2 de febrer de 1708 i va professar el 4 de juny del mateix any.

## Fundació del convent de Santa Rosa
Des del convent de Santa Catalina va continuar tractant de fundar el monestir de dominiques, malgrat l'oposició que es va trobar, finalment va aconseguir la llicència reial el 1709, i que va ser conegut amb el nom de Santa Rosa de las Monjas. D'aquesta manera, el beateri de Santa Rosa va ser elevat a monestir, s'hi va instal·lar amb les altres fundadores, Leonarda de San José, María Teresa de Jesús i Catalina de Loreto. El 1710 va ser elegida primera priora, i va ser-ho repetides vegades al llarg de la seva vida.
Portocarrero va impulsar el desenvolupament de l'establiment, va orientar i procurar que la vida de les religioses fos en perfecte observança de la regla, sempre aconsellada pel pare Messía, que va esdevenir confessor del monestir. La religiosa no sols va demostrar tota mena de talents i virtuts, sinó que va ser objecte de respecte de la resta de religioses i de veneració per part de la ciutat.

## Mort
Portocarrero va morir el 21 de novembre de 1743, als 63 anys. Uns mesos més tard, l'1 de febrer de 1744, es van celebrar en el seu honor unes sumptuoses exèquies, a les quals hi van assistir el virrei del Perú, el marquès de Vilagarcía de Arousa, els membres dels tribunals, dels capítols municipals, religiosos i la noblesa. Va recitar una oració fúnebre fra Alonso del Río, exprovincial de l'orde de Sant Domènec i catedràtic de teologia de la Reial Universitat de San Marcos de Lima.